# Avrainvillea
Avrainvillea, rod zelenih algi iz porodice Dichotomosiphonaceae. Postoji trideset pantropskih i suptropskih priznatih vrsta u vodama Havaja, Mediterana i Australije, te nekoliko regionalnih endemizama.
Tipična je široko rasprostranjena morska alga A. nigricans

## Vrste
1. Avrainvillea amadelpha (Montagne) A.Gepp & E.S.Gepp
2. Avrainvillea asarifolia Børgesen
3. Avrainvillea calathina Kraft & Olsen-Stojkovich
4. Avrainvillea canariensis A.Gepp & E.S.Gepp
5. Avrainvillea carteri Huisman
6. Avrainvillea clavatiramea A.Gepp & E.S.Gepp
7. Avrainvillea cyathiformis D.L.Ballantine & N.E.Aponte
8. Avrainvillea digitata D.S.Littler & Littler
9. Avrainvillea elliottii A.Gepp & E.S.Gepp
10. Avrainvillea erecta (Berkeley) A.Gepp & E.S.Gepp
11. Avrainvillea fenicalii D.S.Littler, Littler & M.Hay
12. Avrainvillea fulva (M.Howe) D.S.Littler & Littler
13. Avrainvillea gardineri A.Gepp & E.S.Gepp
14. Avrainvillea geppiorum Børgesen
15. Avrainvillea hayi D.S.Littler & Littler
16. Avrainvillea hollenbergii Trono
17. Avrainvillea lacerata J.Agardh
18. Avrainvillea levis M.Howe
19. Avrainvillea longicaulis (Kützing) G.Murray & Boodle
20. Avrainvillea mazei G.Murray & Boodle
21. Avrainvillea nigricans Decaisne - tipična
22. Avrainvillea obscura (C.Agardh) J.Agardh
23. Avrainvillea pacifica A.Gepp & E.S.Gepp
24. Avrainvillea rawsonii (Dickie) M.Howe
25. Avrainvillea ridleyi A.Gepp & E.S.Gepp
26. Avrainvillea riukiuensis Yamada
27. Avrainvillea rotumensis A.D.R.N'Yeurt, D.S.Littler & Littler
28. Avrainvillea silvana D.S.Littler & Littler
29. Avrainvillea sylvearleae D.S.Littler & Littler
30. Avrainvillea xishaensis C.K.Tseng, Dong & Lu